# Upper Affcot
Upper Affcot – osada w Anglii, w hrabstwie Shropshire. Leży 27 km na południe od miasta Shrewsbury i 214 km na północny zachód od Londynu.